# Piaggio PD.808

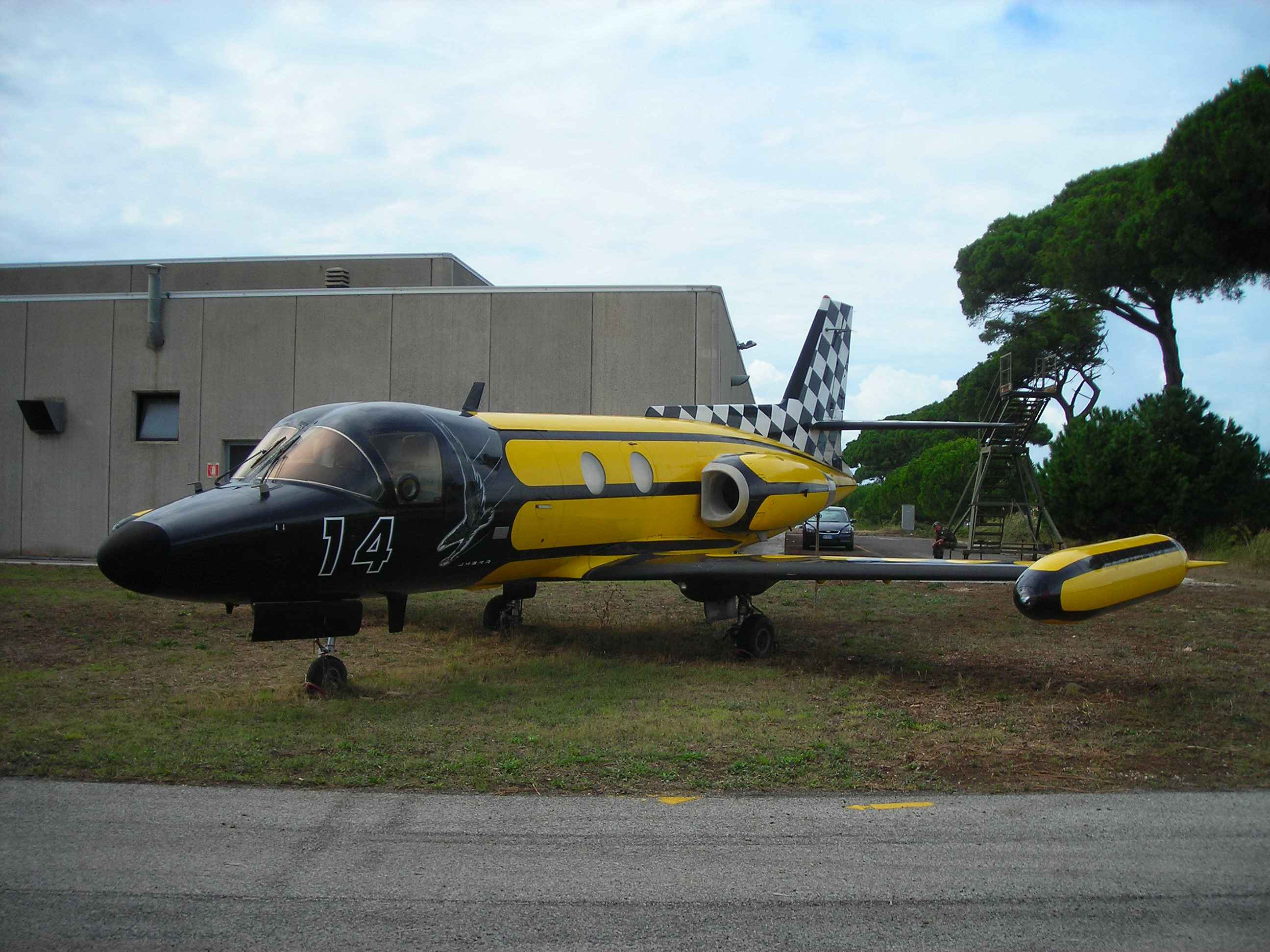
PD.808 in einer Sonderbemalung auf der Luftfahrtschau Giornata Azzurra 2006

Die Piaggio PD.808, auch als Piaggio-Douglas PD.808 bekannt, ist ein von der Douglas Aircraft Company in den USA entworfenes Geschäftsreiseflugzeug, das von Piaggio in Italien gebaut wurde. Der Erstflug erfolgte im Jahr 1964, wobei die meisten Maschinen von der italienischen Luftwaffe (Aeronautica Militare) bestellt und noch bis 2003 eingesetzt wurden.

## Geschichte
Mangels Interesse und entsprechenden Aufträgen seitens der United States Navy (USN) wurde das ursprünglich im Jahre 1957 gestartete Projekt von der Douglas Aircraft Company nach langen Verhandlungen am 21. April 1961 an den italienischen Hersteller Piaggio verkauft. Dieser stellte im August 1964 den ersten Prototyp fertig und führte mit diesem auch den Erstflug am 29. August 1964 vom Flughafen Genua mit Evasio Ferreti und Maresciallio Francesco Lanza an Bord durch. Die Zulassung der italienischen Behörde und der FAA wurde am 26. November 1966 erteilt.
Am 18. Juni 1968 stürzte der dritte Prototyp I-PIAI während eines Demonstrationsfluges am Mount Jaizkibel bei San Sebastian bei schlechtem Wetter ab. Alle sechs Personen an Bord, darunter der italienische Unternehmer Lino Zanussi und der Piaggio-Chef-Testpilot Davide Albertazzi, wurden getötet. Douglas zog sich kurz darauf aus dem Programm zurück und weitere Verkaufsbemühungen waren aussichtslos.
Insgesamt wurden nur 24 Maschinen gefertigt, darunter drei Prototypen. Neben dem dritten Prototyp, der eine fünfsitzige Luxusausstattung besaß, gab es noch eine weitere Maschine mit zivilem Kennzeichen (I-PIAL), die vor allem als „Verfolgungsflugzeug“ bei der Entwicklung der Piaggio P.180 Avanti eingesetzt wurde. Die restlichen 20 Maschinen bestellte die italienische Luftwaffe (Aeronautica Militare Italiana – AMI) und setzte einige der ab April 1970 gelieferten Flugzeuge für die elektronische Kampfführung ein.
Die letzte VIP PD.808 wurde im März 2001, die letzte für die elektronische Kriegsführung am 17. Mai 2003 bei der AMI außer Dienst gestellt. Mehrere Exemplare sind erhalten geblieben.

## Unfälle
- Am 15. September 1993 verlor eine PD-808TP nach dem Start in Istrana ein Triebwerk und stürzte ab.[2]

## Varianten
- PD.808VIP: VIP-Transport
- PD.808ECM: Elektronische Gegenmaßnahmen
- PD.808TA: Navigationstrainer
- PD.808RM: Funküberwachung
- PD.808GE: Elektronische Kampfführung

## Technische Daten
| Kenngröße             | Daten                     |
| --------------------- | ------------------------- |
| Besatzung             | 2                         |
| Passagiere            | je Konfiguration bis zu 9 |
| Länge                 | 12,85 m                   |
| Spannweite mit Tanks  | 13,20 m                   |
| Höhe                  | 4,80 m                    |
| max. Startmasse       | 8.165 kg                  |
| Leermasse             | 4.830 kg Rüstmasse        |
| Motortyp              | zwei Piaggio Viper Mk.526 |
| Motorleistung         | 1.524 kp                  |
| Höchstgeschwindigkeit | 850 km/h in 6.000 m Höhe  |
| Dienstgipfelhöhe      | 13.700 m                  |
| normale Reichweite    | 2.100 km                  |